# 高砂警察署
高砂警察署（たかさごけいさつしょ）は、兵庫県警察が管轄する警察署の1つである。高砂市を管轄区域としている。

## 所在地
- 兵庫県高砂市荒井町紙町1番48号

## 交番
- 高砂駅前交番 - 高砂市高砂町浜田町2丁目3-4
- 荒井交番 - 高砂市荒井町紙町33-53
- 伊保交番 - 高砂市伊保崎5丁目1-18
- 米田交番 - 高砂市米田町米田927-14
- 阿弥陀交番 - 高砂市阿弥陀町阿弥陀1138-4
- 曽根交番 - 高砂市曽根町2243-30
- 北浜交番 - 高砂市北浜町北脇74-5

## 周辺
- 高砂市立荒井小学校
- 高砂荒井郵便局
- 高砂市民病院

## アクセス
- 山陽電気鉄道本線 荒井駅から北へ400 m
- じょうとんバス（高砂市コミュニティバス）高砂警察署バス停下車

## その他
- 従来は幼児連れの親が何らかの相談のために警察署を訪れても、幼児がぐずり出すなどして支障が出る場合があったなどの理由で、警察署内にキッズコーナーを設けることで、幼児連れでもスムーズに事情が聴けるようにした[1]。